# Wojciech Kossak
Wojciech Horacy Kossak (ur. 31 grudnia 1856 w Paryżu, zm. 29 lipca 1942 w Krakowie) – polski malarz, przedstawiciel nurtu malarstwa o tematyce historycznej i batalistycznej. Autor wielu obrazów przedstawiających wydarzenia z okresu wojen napoleońskich i powstania listopadowego, scenki rodzajowe, portrety i konie. Wraz z Janem Styką współautor Panoramy Racławickiej.

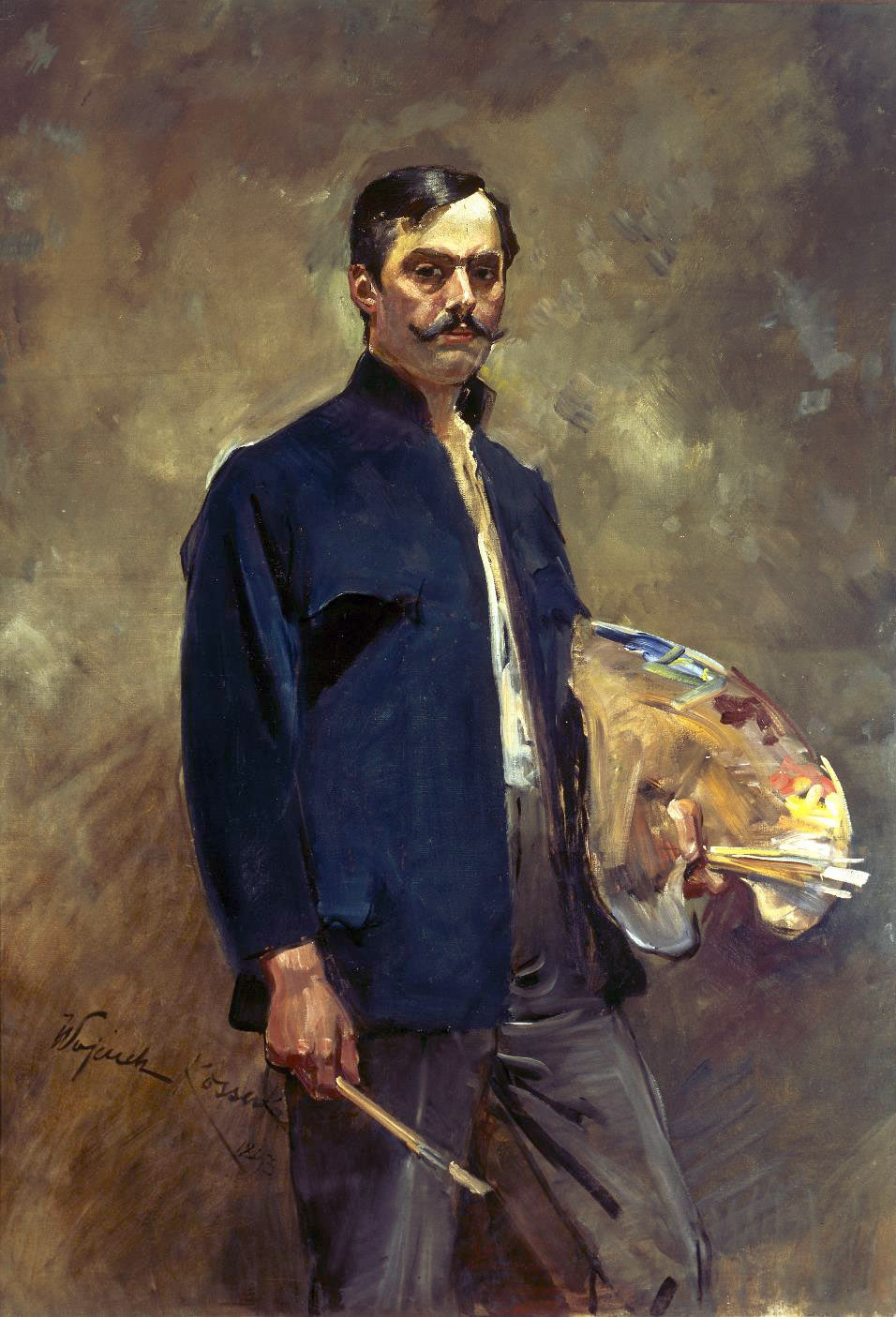
Wojciech Kossak Portret własny z paletą

## Rodzina
Syn Juliusza Kossaka, ojciec Jerzego Kossaka, Marii Pawlikowskiej-Jasnorzewskiej i Magdaleny Samozwaniec. Urodził się w noc sylwestrową 1856/57 tuż przed północą (jego brat bliźniak Tadeusz Kossak ma wystawiony akt urodzenia już na dzień 1 stycznia 1857) w Paryżu, dokąd wyjechali jego rodzice wkrótce po ślubie. Drugie imię otrzymał po swoim ojcu chrzestnym francuskim malarzu Horacym Vernecie.

## Życiorys

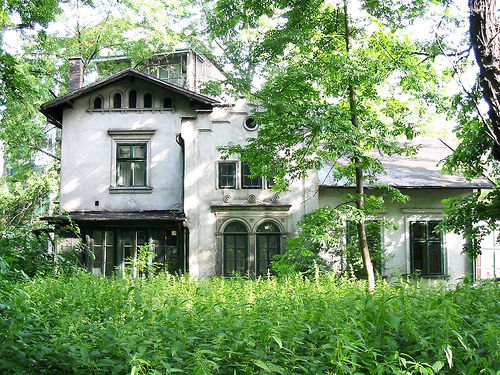
Dworek Kossakówka – dom rodzinny Kossaków na krakowskim Nowym Świecie

Naukę zaczął pobierać już po powrocie rodziny do Polski w gimnazjum na placu Trzech Krzyży w Warszawie. Ukończył cztery klasy gimnazjum niższego i dwie wyższego (lata 1863–1869). Po przeprowadzce do Krakowa uczęszczał do Gimnazjum św. Anny i równocześnie u ojca – genialnego samouka – uczył się malarstwa.
W latach 1871–1873 studiował w krakowskiej Szkole Rysunku i Malarstwa (późniejsza Szkoła Sztuk Pięknych) pod kierunkiem Władysława Łuszczkiewicza, a potem, od X 1873 do roku 1875 w Akademii Sztuk Pięknych w Monachium, u profesorów Aleksandra Strähubera i Aleksandra Wagnera (Antikenklasse). Od jesieni 1876 odbywał – jako jednoroczny ochotnik – służbę wojskową, zakończoną egzaminem oficerskim, w c. i k. 1 Pułku Ułanów w Krakowie. W roku 1877 młody malarz wyjechał na dalsze studia, tym razem do Paryża, do szkoły Bonnata i Cabanela. W Paryżu nie wiodło mu się dobrze. Pisał do rodziców, że chciałby pojechać do Wiednia, gdzie jako peintre militaire i portrecista daleko prędzej sobie sytuację zrobić. Na stopień podporucznika został mianowany ze starszeństwem z 1 listopada 1878 w korpusie oficerów rezerwy kawalerii. Posiadał przydział w rezerwie do 11 Galicyjskiego Pułku Dragonów.
W 1883 Kossak powrócił do Krakowa, a rok później (16 lipca 1884) ożenił się z ziemianką z Łomżyńskiego – Marią Kisielnicką. Przebudował Kossakówkę i urządził własną pracownię, w której malował w przerwach między licznymi podróżami po całym świecie przez około pięćdziesiąt lat. Tam też przyszły na świat jego dzieci: Jerzy, Maria i Magdalena.
W latach 80. XIX wieku zaczął odnosić prawdziwe sukcesy artystyczne. W 1883 wystawiony w Wiedniu obraz „Artyleria w ogniu” dostał się na listę zakupów muzeum cesarskiego w Peszcie. „Ordynansa” zakupiło praskie muzeum Rudolphineum, a w rok później cesarz Franciszek Józef zakupił „Atak austriackiej Landwehry” do jednego ze swych zamków.
W latach 1895–1902 mieszkał i malował w Berlinie również dla dworu pruskiego; był protegowanym cesarza Wilhelma II. Okres twórczy do I wojny światowej dzielił między Krakowem a Wiedniem.
Odbył podróże do Francji (lata: 1920, 1923, 1924) i Stanów Zjednoczonych (lata: 1920, 1927, 1930, 1932, 1934). Wracał do Kossakówki albo do pracowni na 6. piętrze hotelu Bristol w Warszawie.
Kossak był założycielem grupy malarskiej Zero (1908), wiceprezesem, a potem prezesem Towarzystwa Przyjaciół Sztuk Pięknych. W 1913 w Warszawie wydał Ilustrowane Pamiętniki. Interesował się również teatrem, czemu dał wyraz w próbach napisania utworu scenicznego o powstaniu listopadowym.
Działał też w dziedzinie nie związanej z malarstwem: w latach 1912–1914 w Sekcji Samochodowej, a później w Krakowskim Klubie Automobilowym przy Krajowym Związku Turystycznym.

## Twórczość

### Początki
Wojciech Kossak zaczynał swoją drogę artystyczną od malowania kopii obrazów ojca, ale pojawiały się też własne kompozycje. Pierwsze z nich to: Biust grecki z 1871, Powrót z polowania, Przejażdżka, Rozstawianie myśliwych na stanowiskach, Ulica w Wenecji, Jarmark na konie w Bałcie, Wyprawa na niedźwiedzia, Kulig na Wołyniu i inne. Od 1877, gdy namalował Rekonesans, zaczął wystawiać swoje prace w Towarzystwie Przyjaciół Sztuk Pięknych w Krakowie. Potem w trakcie studiów zagranicznych debiutował w Paryżu obrazem Autoportret w mundurze ułańskim (1882). W tym samym roku wystawił na Salonie Paryskim Portret panny Celiny D. (aktorki Celine Delèsy), ale obraz powieszono w źle oświetlonym miejscu, naprzeciw witraża, który rzucał kolorowe refleksy. Urażony Kossak, podczas wernisażu, wspiął się na drabinę i ostentacyjnie wyciął płótno z ram. Zyskał tym sobie sympatię prasy paryskiej, lecz rynku francuskiego nie podbił.
Od roku 1880 wystawiał swoje obrazy w Salonie Krywulta w Warszawie, a od 1881 w galerii Towarzystwa Zachęty Sztuk Pięknych. W wiedeńskiej galerii Künstlerhaus w 1882 roku, w Peszcie w 1884, a w Monachium i Berlinie w 1889.

### Malarstwo monumentalne i batalistyczne

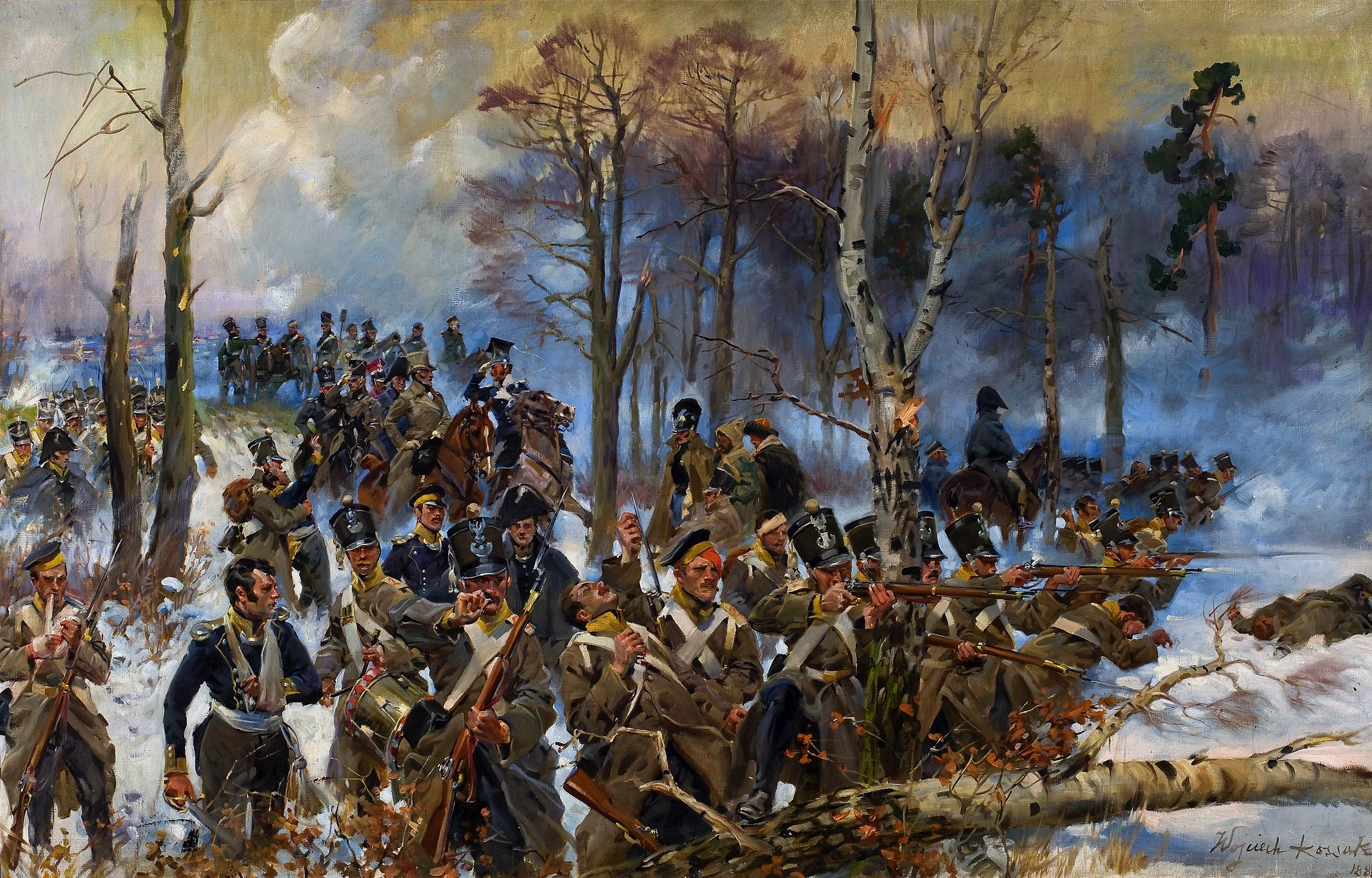
Olszynka Grochowska, 1886

Karierę artystyczną rozpoczął Kossak obrazem Wyjazd na polowanie w Gödöllö namalowanym w 1887 r., z cesarzem Franciszkiem Józefem na pierwszym planie. Była to odpowiedź na osobiste przeżycia artysty, który brał udział w tym cesarskim polowaniu pod Budapesztem. Wkrótce potem zainaugurował cykl historyczno-patriotyczny, częściowo z inspiracji ojca, malując pierwszą wersję Olszynki Grochowskiej, jeden z najpopularniejszych obrazów historycznych. Kolejne prace to: Manewry pod Sądową Wisznią, Portret marszałka M. Zyblikiewicza, Bitwa o miasto, Sztab Skrzyneckiego, Sztab Kościuszki, Artyleria w ogniu, Królewska ujeżdżalnia za Stanisława Augusta, Bitwa pod Raszynem (malowana wspólnie z ojcem), Somosierra, Chłopicki ze sztabem, Napoleon dekoruje T. Tyszkiewicza na polu bitwy pod Smoleńskiem, Wzięcie do niewoli Tyszkiewicza w czasie odwrotu spod Moskwy, Wzięcie do niewoli towarzysza pancernego. Epizod z wojny szwedzkiej, Odpoczynek podczas manewrów, W drodze do Borysowa, Jan III odbiera defiladę wojsk brandenburskich pod Wiedniem, Bitwa pod Młynarzami, Epizod z bitwy pod Wagram, Niech żyje cesarz i jego styl i inne.

### Panoramy

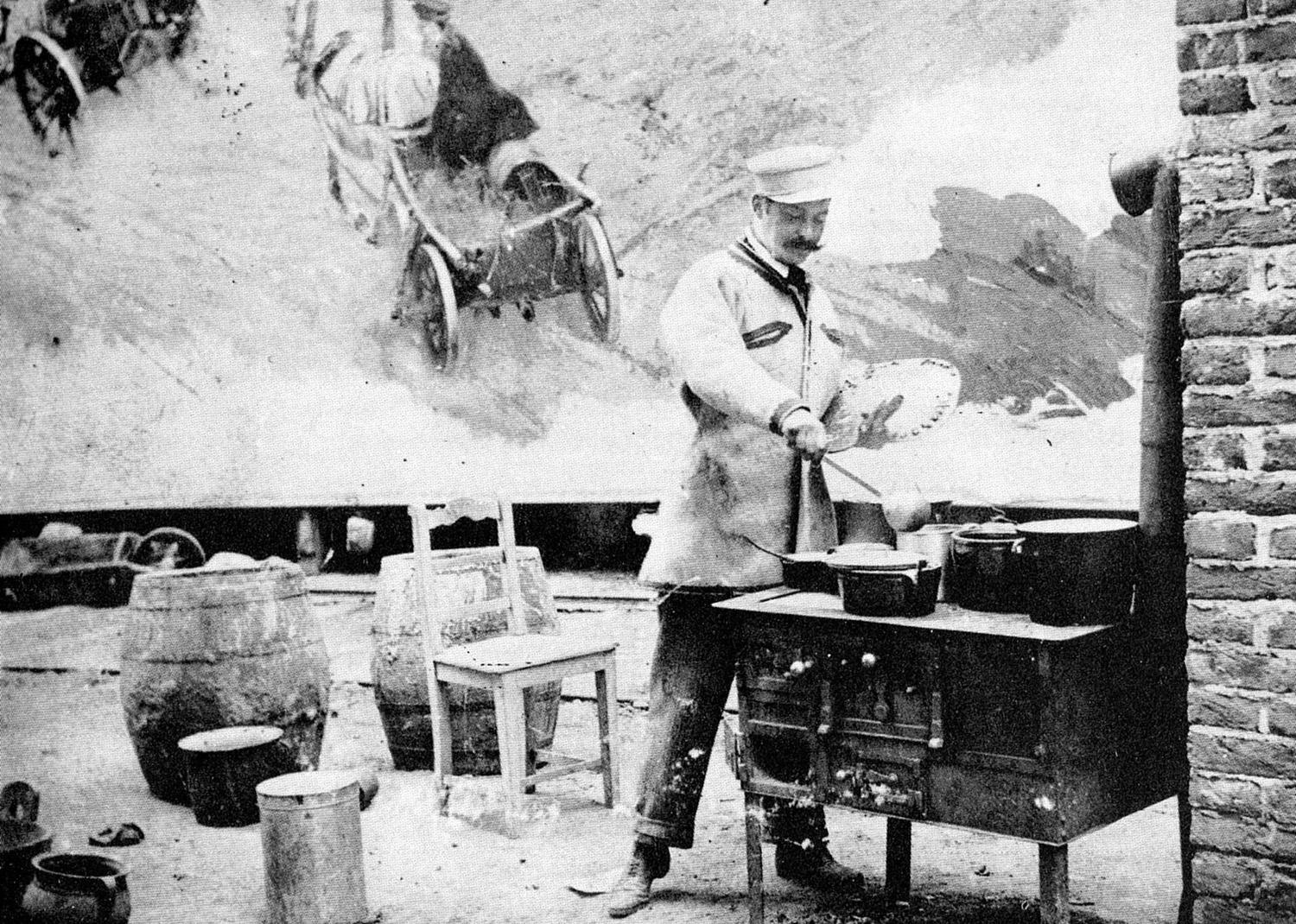
Wojciech Kossak gotuje zupę dla twórców Racławic

Okres pełnej dojrzałości artystycznej to fascynacja panoramą – formą popularną w Europie końca XIX wieku. Inspiracją były dla Kossaka trzy spośród wielu: Bitwa pod Sedanem, Verneta (niemiecka) i dwie francuskie również opiewające kampanię 1870 roku. Do malowania Panoramy Racławickiej (z okazji 100-lecia insurekcji kościuszkowskiej) zaprosił Wojciecha Kossaka Jan Styka w 1892. Powstanie dzieła poprzedziły dokładne studia nad techniką tworzenia panoram, zamówiono w Berlinie odpowiednią żelazną konstrukcję, na której rozpięte zostały ogromne płótna, przeprowadzono badania historyczne i kostiumologiczne, a także dokładne badania w terenie, gdzie bitwa miała miejsce. Wszystko po to, by wiernie odtworzyć wydarzenie w najdrobniejszych szczegółach. Najpierw powstała tzw. Mała Panorama Racławicka, czyli 4 wielkie szkice, a dopiero potem przystąpiono do malowania właściwej panoramy. W pracy nad dziełem brali również udział młodzi malarze: Ludwig Boller, Tadeusz Popiel, Teodor Axentowicz, Zygmunt Rozwadowski, Włodzimierz Tetmajer, Michał Sozański, Wincenty Wodzinowski. Panorama Racławicka została ukończona w 1894 i pokazana publiczności w dniu otwarcia Powszechnej Wystawy Krajowej we Lwowie. To monumentalne dzieło o rozmiarach 15 m wysokości na 150 m szerokości spotkało się z dużym zainteresowaniem i uznaniem.
Wkrótce po powstaniu dzieła rozpoczął się spór o autorstwo panoramy. Jan Styka (a później jego synowie – Tadeusz i Adam) próbował pomniejszyć udział Kossaka. Tadeusz Boy-Żeleński pisał o tym tak: Nie tyle pinxit ile combinavit Styka. Malowało wielu, on na szczęście najmniej i dlatego panorama była niezła. Styka (...) cały był pochłonięty oprowadzaniem zwiedzających roboty dostojników; pokazywał, objaśniał, gadał, przy czym oczywiście on był twórcą wszystkiego. Pamiętam jak Włodzio Tetmajer na ciepło odgrywał te paradne sceny, śmiejąc się i wściekając po trosze, bo zdarzało się, że Styka pokazywał jako swoją grupę jeszcze mokrą od pędzla Tetmajera. Gorzej było, kiedy próbował wywłaszczyć Kossaka. Po wizycie jakiegoś arcyksięcia, gdy Styka zanadto właził Kossakowi w szkodę, temperamentowy Wojtek gonił go po rusztowaniach, chcąc go obić.
Panorama Racławicka wystawiona została w specjalnie wzniesionej dla niej rotundzie we Lwowie. II wojnę światową przetrwała, aczkolwiek mocno zniszczona. W 1946 władze ZSRR zwróciły ją Polsce; trafiła do Wrocławia, gdzie kilkakrotnie poddawano ją zabiegom konserwatorskim, jednakże przez ponad trzydzieści lat nie udawało się panoramy wystawić. Dopiero po 1980 podjęto energiczne działania, dzięki którym dzisiaj można oglądać panoramę w nowej rotundzie we Wrocławiu.

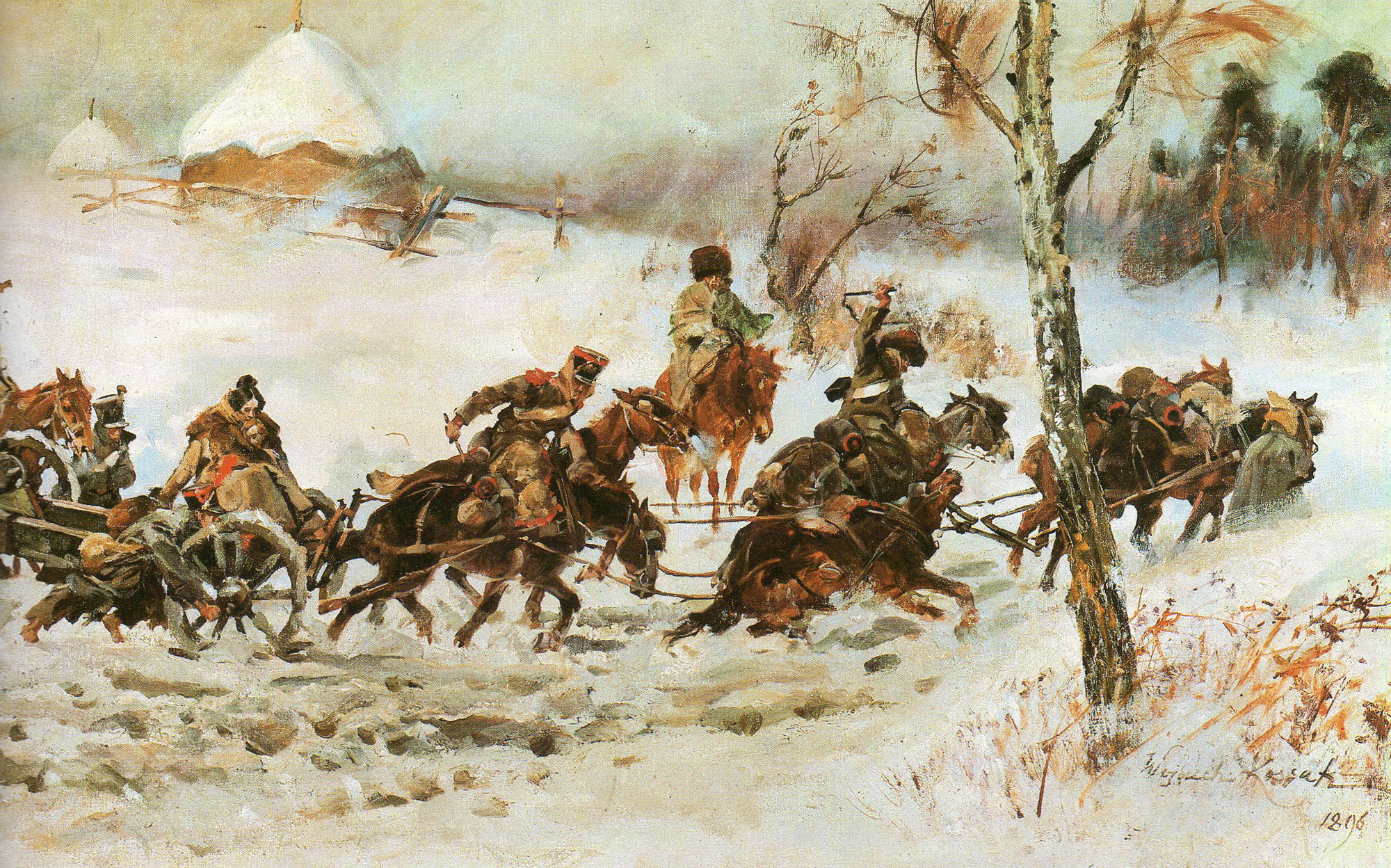
Artyleria w odwrocie, szkic do panoramy Berezyna, 1896

Drugą panoramę malował Kossak wraz z Julianem Fałatem. Pierwszy z artystów był autorem scen rozgrywających się nad Berezyną pod miasteczkiem Borysów, a przedstawiających odwrót niedobitków Wielkiej Armii Napoleona; drugi namalował cały zimowy pejzaż, będący tłem obrazu. Praca nad Przejściem przez Berezynę trwała 16 miesięcy i zakończyła się w 1896. Panorama nie przetrwała w swojej pierwotnej postaci; została pocięta na segmenty, z których do dziś znane są jedynie Poczet sztandarowy, Biwak pod Berezyną i Palenie sztandarów oraz kilka biało-czarnych fotografii dzieła przed zniszczeniem.
Były też plany następnych panoram, które jednak nie zostały zrealizowane lub nie cieszyły się większym zainteresowaniem. Z projektu panoramy Bitwa pod Somosierrą zostały tylko cztery szkice. Panorama Bitwa pod piramidami została pokazana w Warszawie, ale temat obcy polskiemu odbiorcy nie wzbudził zainteresowania i dzieło zostało pocięte na fragmenty. W końcu Kossak miał nadzieję zrealizować wielką Panoramę Grochowa. Temat bitwy w Olszynce Grochowskiej powracał wielokrotnie w jego twórczości (Olszynka Grochowska wersja pierwsza i replika, Przegląd 4 Pułku piechoty na pozycjach w Olszynce Grochowskiej, Fragment z Olszynki, Józef Chłopicki w bitwie pod Grochowem), nie udało się jednak zrealizować pomysłu przed rokiem 1939. Pozostały tylko szkice.

### Okres berliński (1895–1902)

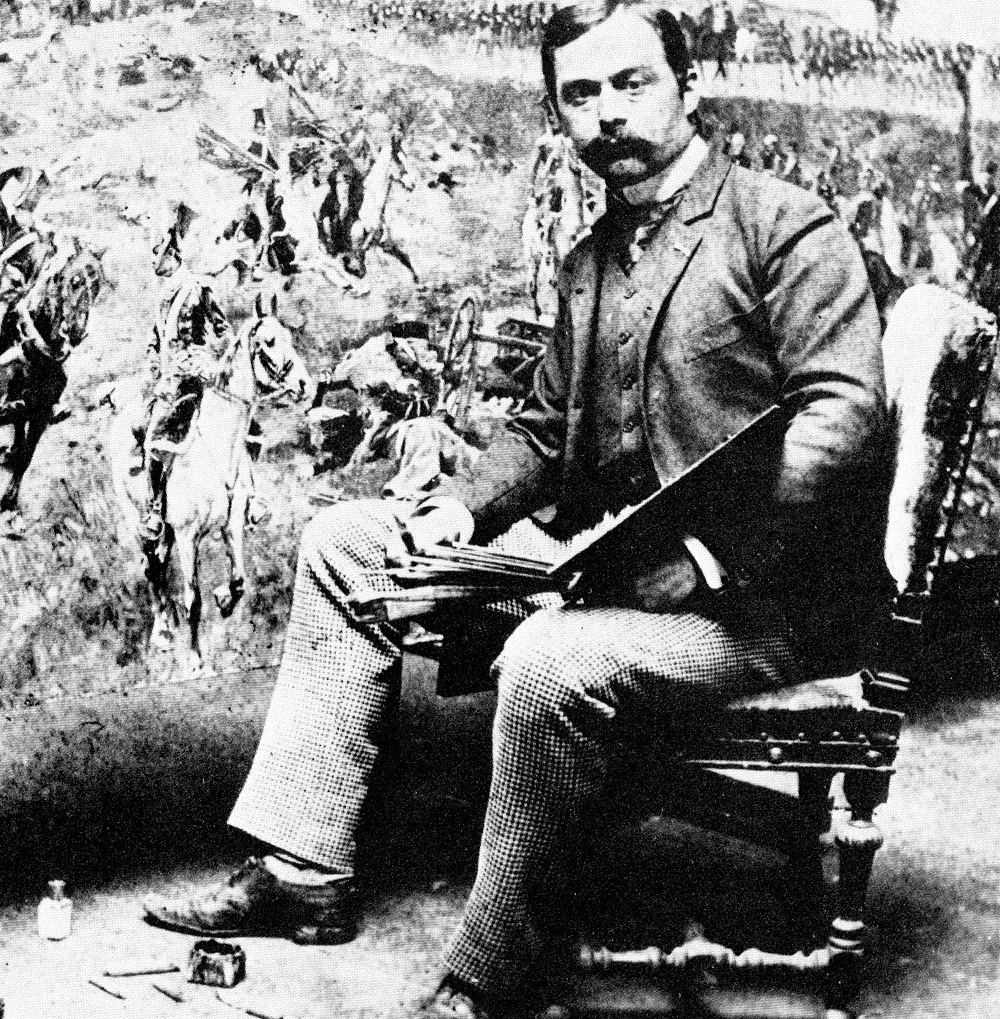
Wojciech Kossak maluje Pobojowisko pod Iganiami, 1897

Powodzenie panoramy Berezyna, którą artyści malowali w Berlinie, zachęciło Kossaka do dalszej intensywnej pracy. Skupił się wówczas na tematyce związanej z powstaniem listopadowym: Spotkanie belwederczyków w noc 29 listopada 1830 r. z kirasjerami rosyjskimi na moście w Łazienkach, Bateria ks. St. Jabłonowskiego po szturmie na Warszawę, Pobojowisko pod Iganiami to tylko niektóre z płócien. Zainteresowanie dworu pruskiego malarstwem Kossaka rozpoczęło kilkuletni okres protektoratu Wilhelma II. W tym czasie powstały obrazy: Grenadierzy królewscy w bitwie pod Etoges, Odwrót Blüchera po bitwie pod Montmirail 1814, Śmierć Ludwika Ferdynanda pod Saalfeld. Żaden z tych obrazów nie był pochwałą pruskiego oręża. Jedynie obrazy Bitwa pod Zondorf 1758 i Szarża huzarów pruskich na baterie rosyjskie pod Jägersdorf 1758 przedstawiają sukcesy wojsk pruskich w bitwach z Rosjanami.
Oglądając Odwrót Blüchera po bitwie pod Montmirail 1814 cesarzowa powiedzieć miała: ten obraz jest malowany w prezencie dla dragonów francuskich i szwoleżerów polskich, a nie piechoty pruskiej, zaś ambasador francuski w Berlinie, Emmanuel de Noailles, wyraził swój podziw następująco: gdybyś pan był urodzonym Francuzem, nie mógłbyś pan pojąć inaczej tych tematów, jak je pan pojąłeś. Za to profrancuskie malarstwo w 1901 otrzymał artysta krzyż Legii Honorowej.
Do Krakowa powrócił ostatecznie po zerwaniu z dworem berlińskim po antypolskim przemówieniu Wilhelma II w Malborku, gdzie ukończono właśnie restaurację zamku krzyżackiego. Cesarz w swej mowie wzywał Niemców do świętej wojny z polską bezczelnością i sarmacką butą. Kossak, opuszczając pruską stolicę z pobudek patriotycznych, napisał w swych wspomnieniach, że wywiózł stamtąd za całe bogactwo i balast … kurę, co znosiła złote jaja, własnoręcznie zarżniętą.

### Przed I wojną światową (1903–1914)

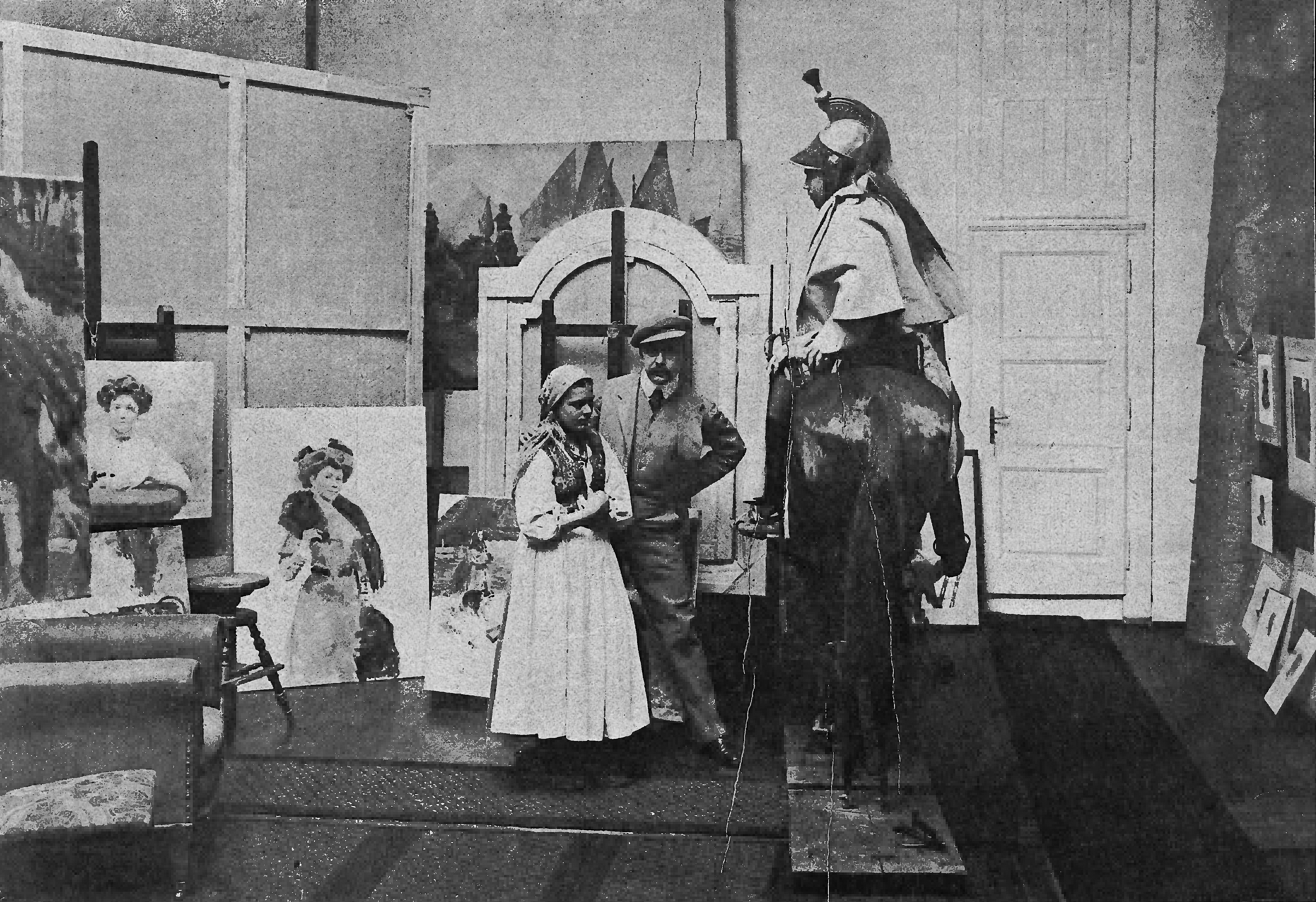
Wojciech Kossak przy pracy, 1909

W tym okresie swojej twórczości Kossak malował głównie w Krakowie i Wiedniu, gdzie miał pracownię na Schwarzenbergplatz. Powstały wtedy, m.in.: Niegolewski pod Somosierrą, Chorągiew pancerna, Wiosna 1813 roku, Portret cesarza Franciszka Józefa na koniu, Portret konny arcyksięcia Franciszka Salwatora, Arcyksiążę Franciszek Ferdynand, Portret konny hrabiny Romanowej Potockiej. W 1905 namalował jeden z najlepszych swych obrazów Krwawa niedziela w Petersburgu. Potem powstała jeszcze replika tego dzieła, Portret córek artysty i innych osób, Artyleria w ogniu, Fragment z Olszynki, Ranny Kirasjer i dziewczyna, Odpoczynek, Obrona Woli, Kiliński prowadzi jeńców rosyjskich przez Warszawę, Miecze grunwaldzkie, Baterie Somosierry. Malował coraz więcej, bardzo często na zamówienie, portretów, scenek rodzajowych, polowań, niejednokrotnie powtarzał te same tematy lub wykonywał repliki swoich dzieł. Ta masowa produkcja wpłynęła na obniżenie jakości obrazów i niezadowolenie krytyki. W dalszym ciągu powstawały również wartościowe dzieła – obrazy o tematyce historycznej: Bitwa pod Kuflewem, Rekwizycja, Sztab Chłopickiego, Szwoleżerowie przed Napoleonem, Wypędzenie Austriaków z Torunia. Jego obrazy podziwiali odwiedzający galerie i wystawy w kraju i za granicą: w Wiedniu (1903, 1904, 1905), w Londynie (1905, 1906), w Krakowie (prawie corocznie), we Lwowie (1909), w Warszawie (1904, 1911), w Rzymie (1911), w Paryżu (1914) i w Łodzi (1914).

### W c.k. austriackim i polskim mundurze
W połowie lipca 1914 Wojciech Kossak uległ wypadkowi samochodowemu w okolicach Zakopanego i został ranny w nogę. Mimo to został zmobilizowany z przydziałem do I Korpusu w składzie 1 Armii generała Victora Dankla jako komendant kolumny samochodowej. W połowie sierpnia otrzymał przydział do sztabu generała Karola von Kirchbach auf Lauterbacha jako oficer ordynansowy. Nie rozstawał się, oczywiście, z paletą. Powstało wiele portretów, jak np.: Gen. Rozwadowski na stanowisku dowodzenia, Gen. Nastopil pod Lublinem, czy Gen. Brandner i rtm. Kossak podczas walk o Lublin, a także scen rodzajowych z życia obozowego: Punkt obserwacyjny pod Wolbromiem, Obliczanie jeńców nad Nidą, Z rozkazem do dywizji. Namalował też pięć akwarel z cyklu Legiony Polskie.
W czasie pobytu w Krakowie 6 września 1915 doszło do przypadkowego spotkania z cesarzem Wilhelmem, który zaproponował artyście namalowanie zbiorowego portretu cesarza z generalicją niemiecką. Kossak – prawie pod przymusem – zgodził się i wykonał nawet kilka szkiców, ale nie zostały one przez Wilhelma zaakceptowane. Miał powiedzieć, że on i generałowie wyglądają jakby podpalili miasteczko i szykowali się do ucieczki. W sztabie nazwano proponowany obraz Die Flucht aus Polen. W ten sposób udało się malarzowi uwolnić z niemiłego zobowiązania.
W latach 1916–1918 powstawało coraz więcej obrazów olejnych i akwarel o tematyce legionowej: Sen żołnierza, Parlamentarz, W Karpatach, Strzelcy pod Miechowem, Szarża pod Rokitną oraz kolejne portrety, np. Feliksa Stojowskiego na koniu. Pod koniec października 1918 roku Kossak rozpoczął, w stopniu rotmistrza, służbę w Wojsku Polskim. Był członkiem Komisji Ubiorczej funkcjonującej w Ministerstwie Spraw Wojskowych w Warszawie. Malował niemal bez przerwy, a tematami obrazów były bitwy, utarczki, szarże, pobojowiska, ale również umizgi ułańskie do wiejskich dziewczyn i portrety oficerów. 17 stycznia 1920 roku, na własną prośbę został zwolniony z czynnej służby i przeniesiony do rezerwy. W 1921 roku został zweryfikowany w stopniu majora, w korpusie oficerów rezerwowych jazdy.

### Okres międzywojenny

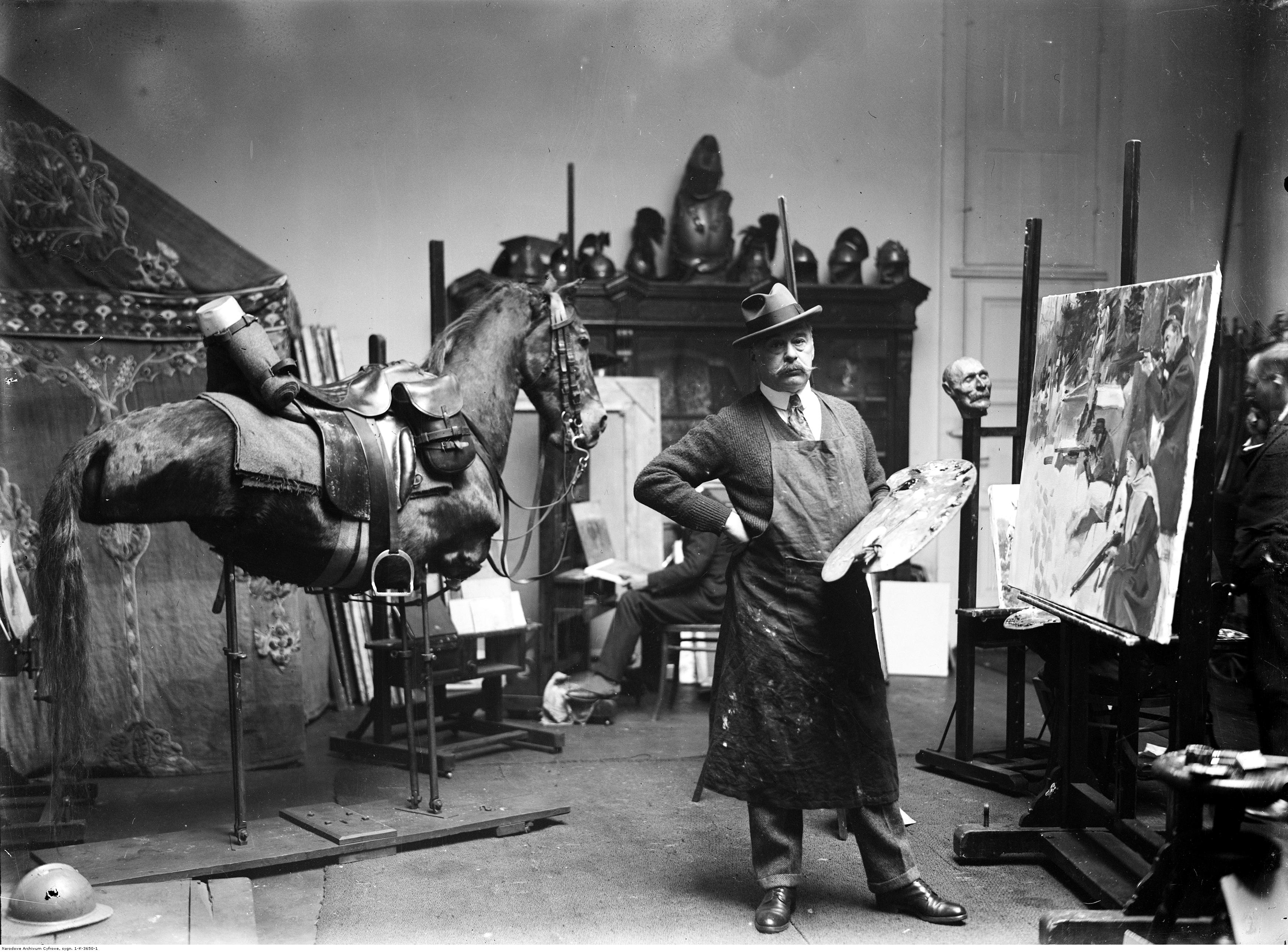
Wojciech Kossak w swej pracowni, 1926

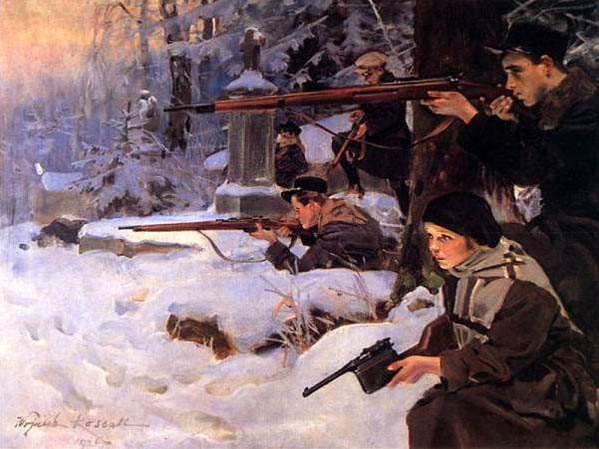
Orlęta lwowskie, 1926

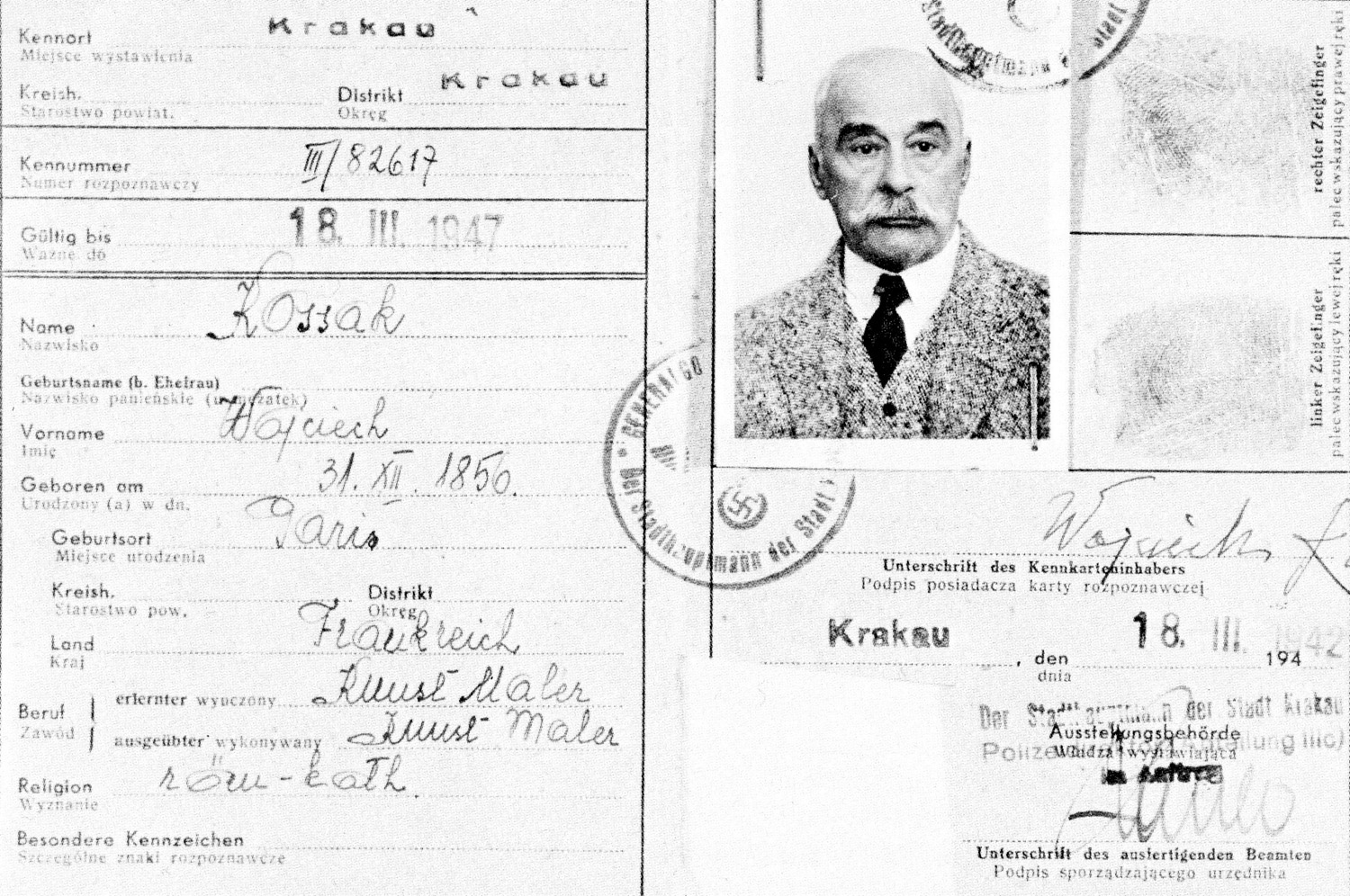
Kenkarta Kossaka z marca 1942

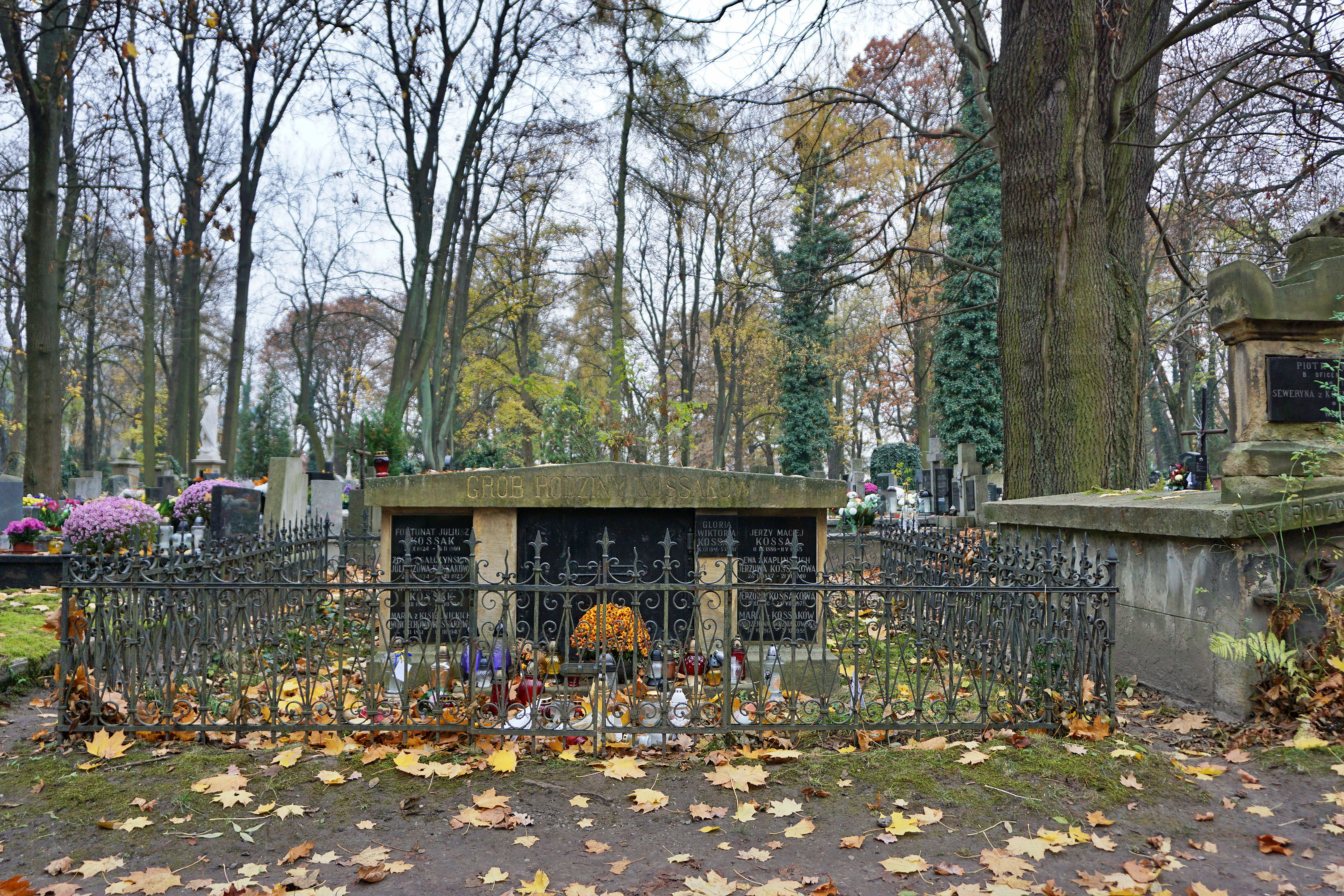
Grobowiec rodziny Kossaków na cmentarzu Rakowickim

Po zakończeniu wojny Kossak zaczął malować scenki o tematyce wojskowej. Na płótnach pojawiały się konie i żołnierze w najrozmaitszych ujęciach (alarmy, pobudki, patrole, zwiady, utarczki, bitwy, pobojowiska i zgliszcza, a także zaloty ułanów do dziewczyn).
Pobyt w Stanach Zjednoczonych przyczynił się do powstania około 20 obrazów i portretów (Portret amazonki Mally Crawford, Portret George’a Palmera Putnama, Portret Mac Cornicka, Portret konny gen. Johna Pershinga). W czasie kolejnych pobytów malował portrety biznesmenów i farmerów, wojskowych i kowbojów oraz gwiazdy filmowe jako amazonki.
Od 1921 malował na zamówienie Muzeum Wojska i Muzeum Narodowego obrazy: Sowiński na szańcach Woli, Kircholm, Grunwald i Szarża pod Rokitną. Nieco później powstały: Szarża na baterię rosyjską 1831 r., Lady Godiva, Kościuszko pod Racławicami, Napoleon eskortowany przez szwoleżerów, Orlęta lwowskie, Olszynka Grochowska (czwarta replika – odtworzenie obrazu zniszczonego w czasie działań wojennych), Szarża ułańska i wiele innych.
W latach 1925–1926 jeździł z synem po dworach w Poznańskiem i dla podreperowania finansów malował portrety i obrazy na zamówienie. Z tego okresu pochodzą m.in.: portrety Emila Młynarskiego, Andrzeja Rotwanda, córek Zdzisława Tarnowskiego na koniach, Marii Scipio del Campo, Tomasza Zamoyskiego, Józefa Piłsudskiego, prezydenta Ignacego Mościckiego. Natomiast pośpieszna produkcja obrazów i replik w tzw. „fabryczce”, którą zapoczątkował, a kontynuował syn Jerzy Kossak, była ukrywaną tragedią Kossaka – artysty malarza.

### Ostatnie lata
Kossak był malarzem bardzo pracowitym i płodnym. Nie sposób wymienić wszystkich jego obrazów, a malował do końca życia i do ostatnich chwil snuł plany o nowych przedsięwzięciach. Obrazy z tego okresu to, m.in.: Zaślubiny Polski z morzem, Portret Edwarda Krasińskiego, Fantazja na temat jazdy polskiej, Na straży polskiego morza, Portret kardynała Hlonda, Portret gen. Kazimierza Sosnkowskiego.
Lato 1939 spędzili Kossakowie w Juracie, skąd w ostatnich dniach sierpnia wrócili do Krakowa, gdzie oglądali wkroczenie Niemców. Klęska wrześniowa była dla Kossaka wstrząsem, ale nadal wierzył w polskiego żołnierza: Z chwilą klęsk naszych i kompromitacji tego biednego, tak niedorosłego do swej roli Rydza, upadłem na duchu, nie wiedząc jeszcze, że to, co było moim ukochanym tematem, nie tylko nie przestało być najpopularniejszym, ale dziś najdroższym sursum corda się stało, pisał do przyjaciela.
Malować podczas okupacji nie przestał. Powstawały portrety i scenki rodzajowe, jak wesela czy polowania, ale też szkice do panoramy Grochowa (dla bezpieczeństwa antydatowane). Niemcom, mimo że chcieli dobrze płacić, zdecydowanie odmawiał. Odmówił m.in. namalowania portretu Hansa Franka zasłaniając się podeszłym wiekiem, mimo że w pracowni, gdzie rozmawiał z niemieckim oficerem, pełno było pozaczynanych i ukończonych obrazów.
Jedne z ostatnich jego prac to Portret Zofii Jachimeckiej, Portret konny Tadeusza Chutkowskiego, Stefan Skrzyński, Jasyr tatarski, Kirasjer i dziewczyna i Farys. W dniu śmierci – 29 lipca 1942 – poprosił, by nałożono mu farby na paletę, ale nie mógł już wstać. Nie zdawał sobie sprawy, że śmierć nadchodzi. Wieczorem, do ostatniej chwili zachowując przytomność, zmarł w otoczeniu rodziny. Pochowany na cmentarzu Rakowickim w Krakowie (kwatera XIIB-płn-po lewej Wędrychowskich).

## Potomstwo
- Syn – Jerzy Maciej, ur. 1886 – artysta malarz
- Córka – Maria Teresa, de domo Kossak, primo voto Bzowska, secundo voto Pawlikowska, tertio voto Jasnorzewska, ur. 1891 – poetka i pisarka
- Córka – Magdalena Anna de domo Kossak, primo voto Starzewska, secundo voto Niewidowska, ur. 1894 – pisarka

## Ordery i odznaczenia
- Order Orła Białego (pośmiertnie, 6 listopada 2018)[23]
- Krzyż Komandorski z Gwiazdą Orderu Odrodzenia Polski (11 listopada 1936)[24]
- Krzyż Komandorski Orderu Odrodzenia Polski (2 maja 1923)[25][26][27]
- Złoty Wawrzyn Akademicki (4 listopada 1937)[28]
- Krzyż Kawalerski Legii Honorowej (Francja)[26]
- Krzyż Kawalerski Orderu Palm Akademickich (Francja)[26]
- Order Królewski Korony (Prusy)
- Order Orła Czerwonego IV klasy (Prusy, 1901)[29]
- Kawaler Orderu Franciszka Józefa (Austro-Węgry, 1898)[30], dekoracja wojenna do orderu nadana w 1917[31]

## Nagrody
- Nagroda Plastyczna miasta stołecznego Warszawy (1937)[32]

## Upamiętnienie
21 lipca 2008 roku w Juracie odsłonięto pomnik Wojciecha Kossaka. W 2020 roku w Muzeum Narodowym we Wrocławiu odsłonięto popiersie artysty. Jest też patronem Państwowego Liceum Sztuk Plastycznych w Łomży. Patronuje ulicom m.in. w Śremie oraz Turku.